# Marcel Seip
Marcel Seip est un footballeur néerlandais né le 4 mai 1982 à Winschoten.

## Palmarès
- Néant